# Bushehr
Bushehr este un oraș din Iran.